# 1998年長野オリンピックの日本選手団
1998年長野オリンピックの日本選手団（1998ねんながのオリンピックのにほんせんしゅだん）は、1998年2月7日から2月22日まで開催された1998年長野オリンピックの日本選手団、およびその競技結果。所属は1998年当時のもの。

## 概要
- 人員：332人（選手166人、役員166人）
主将：荻原健司（ノルディック複合）
副将：原田雅彦（スキージャンプ）
開会式・閉会式旗手：清水宏保（スピードスケート）
- 結団式・壮行会：1月27日（東京プリンスホテル）
- 解団式：2月23日（東京プリンスホテル）

## メダル受賞者
日本は、冬季五輪初の二桁メダル獲得（金5、銀1、銅4、計10）した。金メダル5個獲得は、日本冬季五輪史上最多。メダルランキングは世界7位で、日本冬季五輪史上最高位である。

### 金メダル
- 清水宏保（スピードスケート男子500メートル）
- 里谷多英（フリースタイルスキー女子モーグル）
- 船木和喜（スキージャンプラージヒル個人）
- 岡部孝信、斎藤浩哉、原田雅彦、船木和喜（スキージャンプ団体）（これで日本は、夏季・冬季オリンピック通算100個目の金メダルを獲得）
- 西谷岳文（ショートトラックスピードスケート男子500メートル）

### 銀メダル
- 船木和喜（スキージャンプノーマルヒル個人）

### 銅メダル
- 岡崎朋美（スピードスケート女子500メートル）
- 清水宏保（スピードスケート男子1000メートル）
- 原田雅彦（スキージャンプラージヒル個人）
- 植松仁（ショートトラックスピードスケート男子500メートル）

## スキー

### アルペンスキー
監督：野戸恒男

コーチ：古川年正、児玉修、重吉武志、片桐幹雄、千葉信哉、沢口学、岩木柔之、スコット・サンチェス、林雅司
- 皆川賢太郎（日本体育大学）
  - 男子回転：1回目途中棄権
  - 男子大回転：1回目途中棄権
- 石岡拓也（トーエネック）
  - 男子回転：21位（1分55秒69＝58秒85＋56秒84）
  - 男子大回転：29位（2分49秒51＝1分26秒16＋1分23秒35）
- 滝下靖之（ミズノ）
  - 男子複合：途中棄権
  - 男子スーパー大回転：27位（1分38秒39）
  - 男子滑降：途中棄権
- 富井剛志（野沢温泉スキークラブ）
  - 男子スーパー大回転：24位（1分37秒86）
  - 男子滑降：17位（1分52秒62）
- 平澤岳（志賀高原スキークラブ）
  - 男子回転：20位（1分55秒24＝57秒74＋57秒50）
- 木村公宣（ロシニョールジャパン）
  - 男子回転：13位（1分52秒15＝56秒53＋55秒62）
  - 男子大回転：25位（2分46秒35＝1分25秒02＋1分21秒33）
- 山川純子（日本大学）
  - 女子複合：16位（2分50秒36＝1分34秒98+1分15秒38）
  - 女子回転：20位（1分38秒10＝48秒76＋49秒34）
  - 女子大回転：29位（3分03秒95＝1分24秒93＋1分39秒02）
- 池田和子（ロシニョールジャパン）
  - 女子回転：17位（1分37秒29＝47秒88＋49秒41）
  - 女子大回転：25位（3分00秒71＝1分23秒06＋1分37秒65）
- 柏木久美子（小樽スキー連盟）
  - 女子スーパー大回転：36位（1分21秒89）
  - 女子回転：24位（1分40秒46＝49秒63＋50秒83）
  - 女子大回転：27位（3分01秒91＝1分26秒33＋1分35秒58）
- 廣井法代（神立高原スキークラブ）
  - 女子回転：1回目失格
  - 女子大回転：1回目失格

### クロスカントリースキー
監督：北村辰夫

コーチ：佐藤昭、大川繁、佐藤純一、竹節義信、エスコ・クントラ（Esko Kuntola）

技術スタッフ：藤本豊久、宮入芳幸、ピッグ・ガブリエル（Pigg Gabriel）、ヘッキ・アラカルパ（Heikki Alakarppa）
- 今井博幸（NTT信越）
  - 男子50kmフリー：30位（2時間16分49秒5）
  - 男子10kmクラシカル：19位（28分51秒5）
  - 男子30kmクラシカル：24位（1時間40分40秒9）
  - 男子複合：29位（1時間10分55秒0）
- 神津正昭（東京美装）
  - 男子10kmクラシカル：29位（29分23秒1）
  - 男子30kmクラシカル：56位（1時間48分15秒3）
  - 男子複合：24位（1時間10分23秒9）
- 長浜一年（ゴールドウィン）
  - 男子50kmフリー：33位（2時間17分24秒4）
  - 男子30kmクラシカル：42位（1時間42分58秒7）
- 堀米光男（志賀高原スキークラブ）
  - 男子50kmフリー：32位（2時間17分09秒2）
  - 男子10kmクラシカル：36位（29分44秒8）
  - 男子複合：22位（1時間10分11秒1）
- 蛯沢克仁（川田工業）
  - 男子50kmフリー：39位（2時間18分52秒5）
  - 男子10kmクラシカル：34位（29分30秒0）
  - 男子30kmクラシカル：27位（1時間40分48秒0）
  - 男子複合：21位（1時間10分10秒0）
- 今井博幸・蛯沢克仁・長浜一年・堀米光男
  - 男子4×10kmリレー：7位（1時間43分06秒7）
- 横山久美子（守谷商会スキークラブ）
  - 女子15kmクラシカル：34位（51分48秒7）
  - 女子30kmフリー：39位（1時間33分19秒7）
  - 女子5kmクラシカル：50位（19分34秒5）
  - 女子複合：46位（50分44秒0）
- 横山寿美子（北越銀行）
  - 女子15kmクラシカル：24位（50分05秒3）
  - 女子30kmフリー：32位（1時間32分04秒3）
  - 女子5kmクラシカル：25位（18分55秒1）
  - 女子複合：25位（48分41秒2）
- 古澤緑（弘果スキーレーシングクラブ）
  - 女子30kmフリー：38位（1時間33分16秒2）
- 青木富美子（真室川レーシングチーム）
  - 女子15kmクラシカル：37位（51分53秒7）
  - 女子5kmクラシカル：31位（19分04秒8）
  - 女子複合：29位（49分27秒1）
- 大高友美（日本大学）
  - 女子30kmフリー：棄権
  - 女子5kmクラシカル：46位（19分28秒8）
  - 女子複合：48位（50分58秒9）
- 佐藤恵美子（北野建設）
  - 女子15kmクラシカル：54位（54分11秒1）
- 青木富美子・大高友美・横山久美子・横山寿美子
  - 女子4×5kmリレー：10位（58分22秒8）

### スキージャンプ
コーチ：小野学、西方千春、菅野範弘

トレーナー：鎌倉一、バシャ・バイツ（Vasja Bajc）、前田克史

技術スタッフ：オットマー・サイドライター（Otomar Schaidreiter）
- 岡部孝信（雪印乳業）
  - ラージヒル：6位（250.1点＝130.0m、119.5m）
- 葛西紀明（地崎工業）
  - ノーマルヒル：7位（221.5点＝87.5m、84.5m）
- 原田雅彦（雪印乳業）
  - ノーマルヒル：5位（228.5点＝91.5m、84.5m）
  - ラージヒル：銅メダル（258.3点＝120.0m、136.0m）
- 斉藤浩哉（雪印乳業）
  - ノーマルヒル：9位（213.5点＝86.5m、83.0m）
  - ラージヒル：47位（79.5点＝100.0m、2回目進出できず）
- 船木和喜（デサント）
  - ノーマルヒル：銀メダル（233.5点＝87.5m、90.5m）
  - ラージヒル：金メダル（272.3点＝126.0m、132.5m）
- 岡部孝信・斉藤浩哉・原田雅彦・船木和喜
  - ラージヒル団体：金メダル（933.0点）

岡部孝信（121.5m、137.0m）
斎藤浩哉（130.0m、124.0m）
原田雅彦（79.5m、137.0m）
船木和喜（118.5m、125.0m）
- 吉岡和也（デサント）
  - 出場せず
- 宮平秀治（ミズノ）
  - 出場せず
- 須田健仁（東京美装）
  - 出場せず

### ノルディック複合
監督：上杉尹宏

コーチ：斎藤智治、成田収平、児玉和興、阿部雅司

技術スタッフ：ウェルナー・シェルブル（Werner Scherubl）
トレーナー：エサ・チェッターマン（Esa Zetterman）
- 荻原健司（北野建設）
  - 個人：4位（ジャンプ：226.0点＝85.5m、90.0m、距離：41分12秒2）
- 荻原次晴（北野建設）
  - 個人：6位（ジャンプ：232.5点＝87.5m、91.5m、距離；41分55秒4）
- 古川純一（リクルート）
  - 個人：23位（ジャンプ：232.0点＝87.0m、91.0m、距離：44分42秒8）
- 森敏（野沢温泉スキークラブ）
  - 個人：38位（ジャンプ：195.0点＝85.0m、78.0m、距離：43分53秒0）
- 荻原健司・荻原次晴・富井彦・森敏
  - 団体：5位（ジャンプ：223.3点）

荻原健司（距離：13分10秒8）
荻原次晴（距離：13分55秒6）
富井彦（距離：14分46秒9）
森敏（距離：14分4秒5）
- 大竹太志（北野建設）
  - 出場せず

### フリースタイルスキー
監督：畑山匡

コーチ：芦野隆、ステファン・ファーレン（Stephen Fearing）、木内浩、イーブ・ラ・ロッシュ（Yves La Roche）、薮下栄一、山口茂樹
- 三浦豪太（エスビー食品）
  - 男子モーグル：13位（決勝：23.06点、予選：24.14点）
- 原大虎（エクストリーム）
  - 男子モーグル：15位（決勝：12.13点、予選：24.04点）
- 坂本豪大（バンプス）
  - 男子モーグル：30位（8.68点）予選敗退
- 附田雄剛（北海道東海大学）
  - 男子モーグル：18位（23.81点）予選敗退
- 里谷多英（北海道東海大学）
  - 女子モーグル：金メダル（決勝：25.06点、予選：22.29点）
- 上村愛子（白馬高校）
  - 女子モーグル：7位（決勝：23.79点、予選：21.82点）
- 安藤和明（しなのやベーカリー）
  - 男子エアリアル：23位（135.12点）予選敗退

### スノーボード
コーチ：関規明、鳥海典靖、阿部幹博、藤田太

トレーナー：広瀬秀一、柵木聖也

技術スタッフ：片岡修一
- 高垣誠人（PSAジャパン）
  - 男子ハーフパイプ：30位（32.2点）予選敗退
- 今井孝雅（レイブ）
  - 男子ハーフパイプ：36位（24.4点）予選敗退
- 西田崇（PSAジャパン）
  - 男子ハーフパイプ：28位（33.4点）予選敗退
- 渡辺伸一（アメリカン）
  - 男子ハーフパイプ：34位（29.1点）予選敗退
- 武山香里（アメリカン）
  - 女子ハーフパイプ：22位（22.7点）予選敗退
- 吉川由里（ユーピー）
  - 女子ハーフパイプ：20位（24.9点）予選敗退
- 上島しのぶ（PSAジャパン）
  - 女子大回転：15位（2分28秒05＝1分16秒88、1分11秒17）

## スケート

### スピードスケート
監督：石幡忠雄

コーチ：坂井俊行、長田照正、山本雅彦、黒岩彰、今村俊明、佐藤博義、平手則男、羽田雅樹、西本政司、森山秀実、結城匡啓、外ノ池信平

総務：菱田泰志、岸加代子

トレーナー：増田雄一、中朋子、清水利浩
- 清水宏保（三協電機）
  - 男子500m：金メダル（1分11秒35＝35秒76＋35秒59）
  - 男子1000m：銅メダル（1分11秒00）
- 黒岩敏幸（ミサワホーム）
  - 男子500m：16位（1分12秒97＝36秒37＋36秒60）
- 今井裕介（山梨学院大学）
  - 男子1000m：11位（1分11秒96）
  - 男子1500m：16位（1分51秒70）
- 山影博明（王子製紙）
  - 男子500m：15位（1分12秒91＝36秒30＋36秒61）
- 青柳徹（東芝）
  - 男子1500m：8位（1分50秒68）
- 白幡圭史（コクド）
  - 男子1500m：21位（1分52秒23）
  - 男子5000m：7位（6分36秒71）
  - 男子10000m：14位（13分57秒45）
- 堀井学（王子製紙）
  - 男子500m：13位（1分12秒78＝36秒37＋36秒41）
  - 男子1000m：17位（1分12秒40）
- 野崎貴裕（王子製紙）
  - 男子5000m：17位（6分42秒30）
- 野明弘幸（長野県体育協会）
  - 男子1000m：25位（1分12秒68）
  - 男子1500m：7位（1分50秒49）
  - 男子5000m：25位（6分51秒40）
- 井上純一（西武鉄道）
  - 出場せず
- 岡崎朋美（富士急）
  - 女子500m：銅メダル（1分17秒10＝38秒55＋38秒55）
  - 女子1000m：7位（1分18秒27）
- 外ノ池亜希（アルピコ）
  - 女子1500m：16位（2分02秒84）
- 根本奈美（富士急）
  - 女子5000m：15位（7分36秒77）
- 三宮恵利子（富士急）
  - 女子500m：11位（1分18秒56＝39秒25＋39秒31）
  - 女子1000m：8位（1分18秒36）
- 宗像記子（富士急）
  - 女子3000m：18位（4分20秒72）
- 上原三枝（JNF）
  - 女子1500m：21位（2分03秒37）
  - 女子3000m：14位（4分17秒92）
  - 女子5000m：11位（7分21秒72）
- 島崎京子（三協電機）
  - 女子500m：5位（1分17秒68＝38秒75＋38秒93）
  - 女子1000m：22位（1分20秒49）
- 楠瀬志保（佐田建設）
  - 女子500m：12位（1分18秒80＝39秒56＋39秒24）
  - 女子1000m：11位（1分18秒82）
  - 女子1500m：23位（2分04秒38）
- 野崎千春（三協電機）
  - 女子1500m：15位（2分02秒78）
  - 女子3000m：17位（4分19秒60）
- 香川真由美（佐田建設）
  - 出場せず

### ショートトラック
監督：亀岡寛治

監督補佐：赤羽弘光

ヘッドコーチ：川上隆史

コーチ：柏原幹史、小寺太、杉尾憲一、竹内洋美、石原辰義

ドクター：酒井宏哉

トレーナー：浜野学、渡邉つぐみ
- 西谷岳文（阪南大学）
  - 男子500m：金メダル（42秒862）
- 植松仁（ベローチェ）
  - 男子500m：銅メダル（43秒713）
  - 男子1000m：15位（1分30秒466）
- 寺尾悟（中京大学）
  - 男子500m：13位（1分05秒470）
  - 男子1000m：9位（1分29秒398）
- 田村直也（三田学園高校）
  - 男子1000m：5位（1分32秒927）
- 小寺武大・篠原祐剛・田村直也・寺尾悟
  - 男子5000mリレー：5位（7分01秒660）
- 小澤幸（山梨学院大学）
  - 女子1000m：10位（1分37秒493）予選敗退
- 勅使川原郁恵（中京大学）
  - 女子500m：6位（45秒736）
  - 女子1000m：5位（1分35秒266）
- 椿文子（苫小牧臨床検査センター）
  - 女子500m：25位（46秒950）予選敗退
- 田中千景（長野県教員クラブ）
  - 女子500m：9位（46秒497）準決勝敗退
  - 女子1000m：15位（1分36秒570）予選敗退
- 小澤幸・田中千景・勅使川原郁恵・山田乃玞子
  - 女子3000mリレー：4位（4分30秒612）

### フィギュアスケート
監督：城田憲子

コーチ：樋口豊、長久保裕、松村達郎、ガリーナ・ズミエフスカヤ、吉岡伸彦、佐々木盟子

トレーナー：馬本佳代子
- 田村岳斗（東北高校）
  - 男子シングル：17位（SP：15位、FS：17位）
- 本田武史（東北高校）
  - 男子シングル：15位（SP：18位、FS：15位）
- 荒川静香（東北高校）
  - 女子シングル：13位（SP：14位、FS：14位）
- 荒井万里絵（東北高校）・天野真（明光商会）
  - ペア：20位（SP：20位、FS：20位）
- 河合彩（青山学院大学）・田中衆史（新横浜プリンス）
  - アイスダンス：23位（CD1：22位、CD2：23位、OD：23位、FD：23位）

## バイアスロン
監督：渋谷幹

コーチ：出口弘之、菊池二久、柴田敬士、山瀬功、石山昭男、高橋世是夫、山口繁、佐藤文隆
トレーナー：中村正人
- 関谷修一（自衛隊）
  - 男子10km：43位（30分33秒4）
- 菅恭司（自衛隊）
  - 男子10km：18位（29分19秒4）
  - 男子20km：14位（59分15秒6）
- 風間淳（自衛隊）
  - 男子10km：61位（31分41秒2）
  - 男子20km：45位（1時間02分23秒5）
- 目黒宏直（自衛隊）
  - 男子20km：28位（1時間00分38秒2）
- 風間淳・菅恭司・関谷修一・目黒宏直
  - 男子4×7.5kmリレー：15位（1時間27分55秒7）
- 望月幸男（自衛隊）
  - 出場せず
- 高橋涼子（自衛隊）
  - 女子7.5km：55位（26分34秒2）
  - 女子15km：6位（56分17秒4）
- 本間真美（自衛隊）
  - 女子15km：29位（59分59秒3）
- 清野弘美（自衛隊）
  - 女子15km：37位（1時間01分21秒9）
  - 女子7.5km：53位（26分13秒5）
- 竹田弥栄（自衛隊）
  - 女子7.5km：61位（28分10秒1）
- 清野弘美・高橋涼子・竹田弥栄・本間真美
  - 女子4×7.5kmリレー：14位（1時間46分23秒0）
- 阿部由香里（自衛隊）
  - 出場せず

## ボブスレー
監督：武田雄爾

コーチ：山崎良次、村田賢俊、井村雄介、今井重美

トレーナー：古谷真人、嶋田美幸、土井公一
- 井上将憲（東海大浦安高校教員）・鈴木寛（グローバリー）
  - 2人乗り：19位（3分40秒80＝55秒47＋55秒10＋55秒19＋55秒04）
- 大石博暁（グローバリー）・竹脇直巳（北野建設）
  - 2人乗り：17位（3分40秒71＝55秒31＋55秒24＋55秒20＋54秒96）
- 井上将憲・大石博暁・大堀孝（英語版）・竹脇直巳
  - 4人乗り：15位（2分41秒55＝53秒73＋53秒87＋53秒95）
- 青戸慎司・小野田稔也（英語版）・中村康夫（英語版）・脇田寿雄
  - 4人乗り：16位（2分41秒96＝54秒02＋53秒66＋54秒28）
- 三浦伸二（英語版）（仙台大学）
  - 出場せず

## リュージュ
監督：伊藤徹

コーチ：プライクナー・ワルター、百瀬定雄、小口勝久
- 牛島茂昭（仙台大学）
  - 男子1人乗り：16位（3分22秒303＝50秒716＋50秒435＋50秒747＋50秒405）
- 佐々木淳吏（北海道連盟）・高橋敬（長野日大高校）
  - 男子2人乗り：14位（1分43秒376＝51秒541＋51秒835）
- 山田映理子（協同測量）
  - 女子1人乗り：21位（3分29秒423＝53秒494＋53秒015＋51秒595＋51秒319）
- 小林由美恵（仙台大学）
  - 女子1人乗り：25位（3分30秒770＝52秒829＋53秒025＋52秒198＋52秒718）
- 柳澤しの（電算）
  - 女子1人乗り：23位（3分29秒834＝52秒762＋52秒706＋52秒243＋52秒123）

## アイスホッケー

### 男子
チームリーダー：デーブ・キング

監督：ビョン・キンディング

コーチ：清野勝、鹿野善孝

トレーナー：宇波徹、佐保豊

ドクター：松尾博由

通訳：若林クリス

技術スタッフ：栗林豊
- 伊賀裕治・芋生ダスティ・岩崎伸一・小友坊・片山立規・樺山義一・川口寛・川平誠・工藤篤緒・桑原ライアン春男・小堀恭之・坂井寿如・桜井邦彦・杉沢明人・辻占スティーブンケン・二瓶次郎・藤田キヨシ・松浦浩史・三浦孝之・三浦浩幸・八幡真・山中武司・ユール・クリス
  - 13位（1勝2敗1分）

予選リーグ
 日本 ● 1 - 2 ○  ドイツ
 日本 ● 2 - 5 ○  フランス
 日本 △ 2 - 2 △  ベラルーシ
13-14位決定戦
 日本 ○ 4 - 3 ●  オーストリア

### 女子
チームリーダー：河渕務

監督：板橋亨

コーチ：八反田孝行、田中俊司、コザック・ウォルター

トレーナー：武田正

ドクター：佐藤彩乃
- 荒城三晴・五十嵐充子・大野ゆかり・小田由香・尾野聡美・帯川牧子・近藤陽子・佐久間千絵・佐藤あゆみ・佐藤雅子・佐藤理絵・里見結子・須藤亜貴・土田亜希・十川由希・仲晶子・畠中亜希子・藤原志保・吉見菜保・渡辺はる香
  - 6位（5敗）

予選リーグ
| 日本 | ● | 0 | - | 13 | ○ | カナダ         |
| 日本 | ● | 1 | - | 11 | ○ | フィンランド   |
| 日本 | ● | 1 | - | 6  | ○ | 中国           |
| 日本 | ● | 0 | - | 10 | ○ | アメリカ合衆国 |
| 日本 | ● | 0 | - | 5  | ○ | スウェーデン   |

## カーリング
チームリーダー：土岐達

監督：小川豊和

ヘッドコーチ：エレイン・ダグージャクソン

アシスタントコーチ：グレン・ジャクソン、ジーン・フリーズン

ドクター：菅原誠

トレーナー：竹内武

### 男子
- 近江谷好幸・工藤博文・佐藤浩・敦賀信人・中峰寿彰
  - 5位（3勝5敗）

予選リーグ
日本● 4 - 7 ○カナダ
日本○ 6 - 5 ●スウェーデン
日本● 3 - 5 ○スイス
日本● 3 - 5 ○ノルウェー
日本● 5 - 9 ○イギリス
日本○ 8 - 6 ●アメリカ
日本○ 7 - 5 ●ドイツ
タイブレーク
日本● 4 - 5 ○アメリカ

### 女子
- 大久津真由美・加藤章子・近藤ゆかり・丹羽明美・三村容子
  - 女子：5位（2勝5敗）

予選リーグ
日本● 5-7 ○イギリス
日本○ 9-2 ●ドイツ
日本● 4-7 ○カナダ
日本● 6-12 ○スウェーデン
日本○ 8-4 ●ノルウェー
日本● 4-6 ○デンマーク
日本● 2-10 ○アメリカ

## 本部
団長：八木祐四郎

副団長：山崎善也

本部役員（医務担当）：川原貴

本部役員（競技担当）：池上三紀

本部役員（競技担当）：矢口正光

本部役員（広報担当）：後藤忠弘

本部役員（総務担当）兼アタッシェ：川杉収二

本部員（総務）：平眞

本部員（競技・総務）：井手均

本部員（渉外・会計）：今井泰徳

本部員（広報）：小坂孝子

本部員（輸送）：竹村誠司

本部員（編集スタッフ）：磯邊健一

ドクター：高尾良英、入江一憲

トレーナー：白木仁

医学療法士：浦辺幸夫